# Liga de Inglaterra de Rugby 15 1987-88
La Liga de Inglaterra de Rugby 15 1987-88, más conocido como Courage League 1987-88 fue la 1.ª edición de la Premiership Inglesa de Rugby.
El campeón del primer torneo fue el equipo de Leicester Tigers.

## Equipos participantes
| Equipo           | Estadio           | Capacidad | Ciudad         |
| ---------------- | ----------------- | --------- | -------------- |
| Bath             | Bath              | 8,200     | Bath, Somerset |
| Bristol          | Memorial Stadium  | 12,100    | Bristol        |
| Coventry RFC     | Coundon Road      | 9,000+    | Coventry       |
| Gloucester       | Kingsholm         | 11,000    | Gloucester     |
| Harlequins       | The Stoop         | 8,500     | Twickenham     |
| Leicester Tigers | Welford Road      | 16,000    | Leicester      |
| Moseley          | The Reddings      | 10,000    | Birmingham     |
| Nottingham       | Ireland Avenue    | 4,950     | Beeston        |
| Orrell           | Edge Hall Road    | 3,000     | Orrell         |
| Sale             | Heywood Road      | 5,400     | Sale           |
| Wasps            | Repton Avenue     |           | Sudbury        |
| Waterloo         | St Anthony's Road | 9,000     | Blundellsands  |

## Clasificación
| Pos. | Equipo           | Encuentros | Encuentros | Encuentros | Encuentros | Tantos | Tantos | Tantos | Puntos |
| Pos. | Equipo           | PJ         | PG         | PE         | PP         | F      | C      | Dif    | Puntos |
| ---- | ---------------- | ---------- | ---------- | ---------- | ---------- | ------ | ------ | ------ | ------ |
| 1.º  | Leicester Tigers | 10         | 9          | 0          | 1          | 225    | 133    | 142    | 37     |
| 2.º  | Wasps            | 11         | 8          | 1          | 2          | 218    | 136    | 82     | 36     |
| 3.º  | Harlequins       | 11         | 6          | 1          | 4          | 261    | 128    | 133    | 30     |
| 4.º  | Bath             | 11         | 6          | 1          | 4          | 197    | 156    | 41     | 30     |
| 5.º  | Gloucester       | 10         | 6          | 1          | 3          | 206    | 121    | 85     | 29     |
| 6.º  | Orrell           | 11         | 5          | 1          | 5          | 192    | 153    | 39     | 27     |
| 7.º  | Moseley          | 11         | 5          | 0          | 6          | 167    | 170    | –3     | 26     |
| 8.º  | Nottingham       | 11         | 4          | 1          | 6          | 146    | –170   | –24    | 24     |
| 9.º  | Bristol          | 10         | 4          | 1          | 5          | 171    | 145    | –26    | 23     |
| 10.º | Waterloo         | 10         | 4          | 0          | 6          | 123    | 208    | –85    | 22     |
| 11.º | Coventry RFC     | 11         | 3          | 1          | 7          | 139    | 246    | –107   | 21     |
| 12.º | Sale             | 11         | 0          | 0          | 11         | 95     | 374    | –279   | 11     |

Pts = Puntos totales; PJ = Partidos Jugados; G = Partidos Ganados; E = Partidos Empatados; P = Partidos Perdidos; PF = Puntos a favor; PC = Puntos en contra; Dif = Diferencia de puntos;
| Bandera de Inglaterra    |
| Campeón Leicester Tigers |
| Primer título            |